# Бутковичи
Бутковичи — деревня в Скребловском сельском поселении Лужского района Ленинградской области.

## История
Деревня Бутковичи, состоящая из 30 крестьянских дворов, упоминается на карте Санкт-Петербургской губернии Ф. Ф. Шуберта 1834 года.

БУТКОВИЧИ — деревня принадлежит коллежскому советнику фон Лоде, число жителей по ревизии: 124 м. п., 127 ж. п. (1838 год)

В первой половине XIX века в деревне была возведена деревянная часовня во имя святых мучеников Флора и Лавра.

БУТКОВИЧИ — деревня господина фон Лоде, по просёлочной дороге, число дворов — 36, число душ — 105 м. п. (1856 год)

БУТКОВИЧИ — деревня владельческая при ключе, число дворов — 36, число жителей: 99 м. п., 100 ж. п. (1862 год)

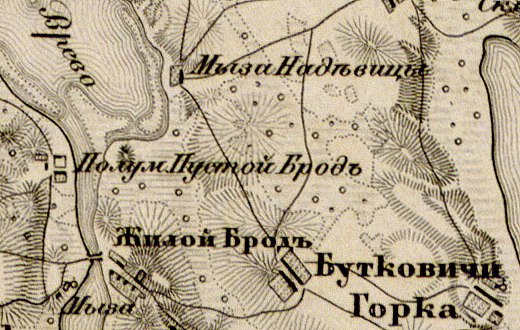
Деревня Бутковичи на карте 1863 года

В 1865—1869 годах временнообязанные крестьяне деревни выкупили свои земельные наделы у Э. Е., А. Е., Е. Е. Лоде, а также Э. Трауберг и стали собственниками земли.
В XIX веке деревня административно относилась ко 2-му стану Лужского уезда Санкт-Петербургской губернии, в начале XX века — к Югостицкой волости 5-го земского участка 4-го стана.
По данным «Памятной книжки Санкт-Петербургской губернии» за 1905 год деревня Бутковичи образовывала Бутковское сельское общество.
С 1917 по 1923 год деревня Бутковичи входила в состав Бутковского сельсовета Югостицкой волости Лужского уезда.
С 1923 года, в составе Передольской волости.

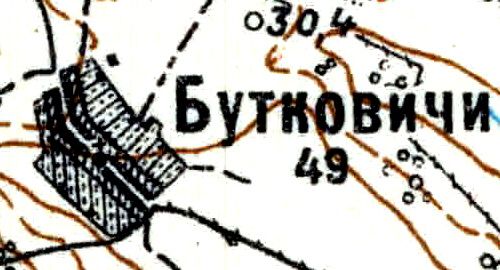
Деревня Бутковичи на карте 1926 года

Согласно топографической карте 1926 года деревня насчитывала 49 дворов. В центре деревни находилась часовня.
По данным 1933 года деревня Бутковичи являлась административным центром Бутковского сельсовета Лужского района, в который входили 12 населённых пунктов: деревни Боднево, Большой Брод, Бутковичи, Госткино, Задубье, Коростовичи, Малый Брод, Нодевицы, Петровская Горка, выселок Искра и погост Петровский, общей численностью населения 2674 человека.
По данным 1936 года в состав Бутковского сельсовета входили 11 населённых пунктов, 342 хозяйства и 8 колхозов, административным центром сельсовета была деревня Госткино.
В 1940 году население деревни Бутковичи составляло 105 человек.
C 1 августа 1941 года по 28 февраля 1944 года деревня находилась в оккупации.
В 1965 году население деревни Бутковичи составляло 49 человек.
По данным 1966 года деревня Бутковичи также входила в состав Бутковского сельсовета.
По данным 1973 и 1990 годов деревня Бутковичи входила в состав Скребловского сельсовета.
По данным 1997 года в деревне Бутковичи Скребловской волости проживали 9 человек, в 2002 году — также 9 человек (все русские).
В 2007 году в деревне Бутковичи Скребловского СП проживали 10 человек.

## География
Деревня расположена в южной части района на автодороге 41К-144 (Киевское шоссе — Невежицы), в месте примыкания к ней автодороги 41К-252 (Киевское шоссе — Бутковичи).
Расстояние до административного центра поселения — 5 км.
Расстояние до ближайшей железнодорожной станции Луга I — 24 км.
Деревня находится на восточном берегу озера Врево.

## Демография
| 1838 | 1862 | 1940 | 1965 | 1997 | 2007 | 2010 |
| ---- | ---- | ---- | ---- | ---- | ---- | ---- |
| 251  | ↘199 | ↘105 | ↘49  | ↘9   | ↗10  | ↗15  |
| 2017 |      |      |      |      |      |      |
| ↘11  |      |      |      |      |      |      |

## Улицы
Нижняя, Центральная.